# Mākhjan
Mākhjan är en ort i Indien.   Den ligger i distriktet Ratnagiri och delstaten Maharashtra, i den sydvästra delen av landet, 1 300 km söder om huvudstaden New Delhi. Mākhjan ligger 23 meter över havet och antalet invånare är 10 000.
Terrängen runt Mākhjan är huvudsakligen lite kuperad. Mākhjan ligger nere i en dal. Runt Mākhjan är det ganska tätbefolkat, med 166 invånare per kvadratkilometer. I omgivningarna runt Mākhjan växer huvudsakligen savannskog.